# Ada Yonath

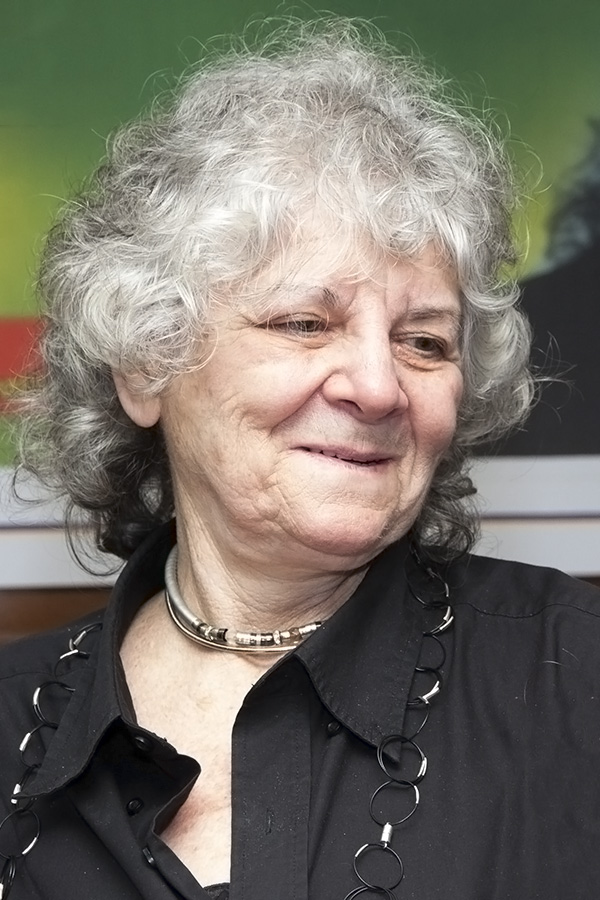
Ada E. Yonath (2013)

Ada E. Yonath, geborene Lifshitz (* 22. Juni 1939 in Jerusalem) ist eine israelische Strukturbiologin am Weizmann-Institut für Wissenschaften in Rechowot, Israel. Sie entwickelte Verfahren für die Kristallisation von Ribosomen, was schließlich erlaubte, mit Hilfe der Röntgenstrukturanalyse deren Struktur bis hinab auf die atomare Ebene aufzuklären. In der Folge gelang es ihr, den Wirkmechanismus von mehr als 20 Antibiotika aufzuklären. Ihr wurde zusammen mit Venkatraman Ramakrishnan und Thomas A. Steitz der Nobelpreis für Chemie 2009 „für die Studien zur Struktur und Funktion des Ribosoms“ zugesprochen.

## Leben
Ada Yonath (geborene Lifshitz) wurde im Geula-Viertel von Jerusalem geboren. Ihre Eltern, Hillel und Esther Lifshitz, waren zionistische Juden, die 1933 von Łódź (Polen) nach Palästina auswanderten.
Ada Yonath war Schülerin des Neuen Gymnasiums in Tel Aviv und studierte ab 1959 Chemie an der Hebräischen Universität Jerusalem. Im Anschluss an ihr Bachelor-Examen studierte sie ab 1962 Biochemie und wechselte nach dem Erhalt des Master-Grads 1964 ans Weizmann-Institut, wo sie bis 1968 für ihre Dissertation auf dem Gebiet der Röntgenkristallographie tätig war. Nach zwei Jahren Aufenthalt am Mellon Institute und am Massachusetts Institute of Technology kehrte sie 1970 zunächst in die Abteilung für Chemie des Weizmann-Instituts zurück. 1974 wechselte sie in die Abteilung für Strukturchemie, wo sie ab 1984 eine außerordentliche Professur innehatte. Seit 1988 ist sie Professorin für Strukturbiologie und seit 1989 zugleich Direktorin des Kimmelmann Center for Biomolecular Assemblies am Weizmann-Institut.
Parallel zur Tätigkeit am Weizmann-Institut war Yonath bereits seit 1971 als Dozentin an der Universität Tel Aviv, der Ben-Gurion-Universität im Negev und der Open University of Israel tätig. Sie forschte u. a. an der Dental School der University of Alabama (1974), an der University of Chicago (1977–1978) sowie bei Heinz-Günter Wittmann am Max-Planck-Institut für molekulare Genetik in Berlin-Dahlem (1979–1983). Wittmanns Abteilung befasste sich mit Ribosomenforschung. Von 1986 bis 2004 leitete sie eine der drei Max-Planck-Arbeitsgruppen am DESY in Hamburg, die gegründet worden waren, um für biologische Strukturaufklärung die Synchrotronstrahlung des DESY zu nutzen.

## Forschungsleistung

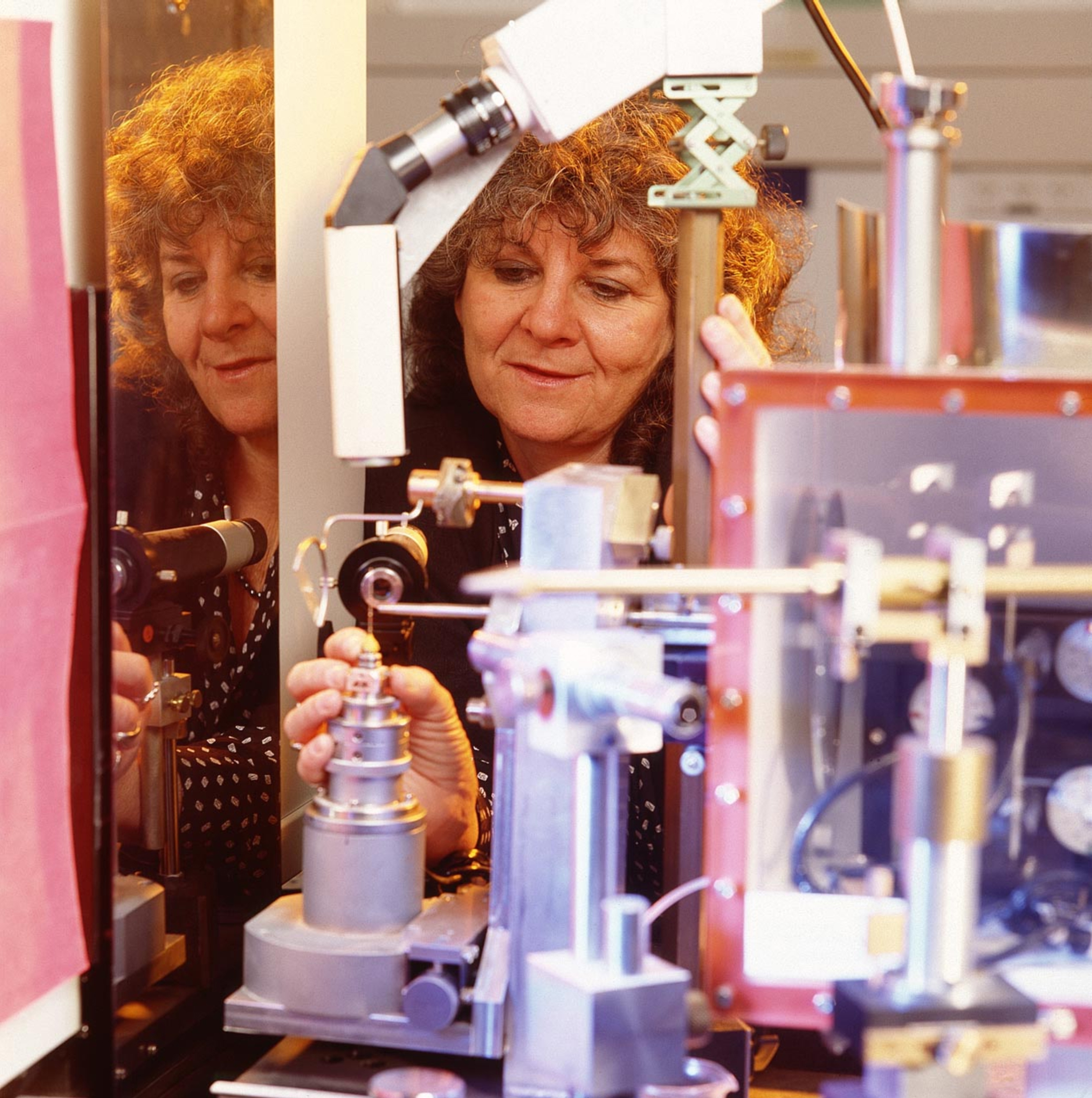
Ada E. Yonath am Weizmann Institute of Science

Ada Yonath ist die Pionierin der Strukturaufklärung von Ribosomen. Ende der 70er Jahre begann sie mit der Röntgenstrukturanalyse von Ribosomen, die bis dahin von den meisten Forschern wegen ihrer Größe für aussichtslos gehalten worden war. Der erste Schritt dazu ist die Herstellung eines Kristalls, was bei den großen Protein/RNA-Komplexen auf Schwierigkeiten stößt. Yonath kam auf die Idee, die Ribosomen für die Kristallisation aus dem Bakterium Geobacillus stearothermophilus zu gewinnen, das in heißen Quellen lebt und Temperaturen bis zu 75 °C erträgt. Sie nahm an, dass deswegen dessen Ribosomen extrem stabil sein und bessere Kristalle bilden würden. Ribosomen bestehen aus zwei Untereinheiten: 1980 gelangen ihr die ersten Kristalle der großen Untereinheit des Ribosoms, die allerdings noch ziemlich unrein waren.
Ada Yonath benötigte zwanzig Jahre, um ein Bild von beiden Untereinheiten des Ribosoms zu generieren, in dem die Position jedes einzelnen Atoms feststand. Dazu entwickelte sie neue Techniken, etwa das Schockgefrieren in flüssigem Stickstoff bzw. flüssigem Propan und die Kryo-Röntgenstrukturanalyse: Belichtung der Kristalle bei 90 bis 100 K (ca. −180 °C). Als sich herausstellte, dass ihr Weg gangbar war, interessierten sich immer mehr Wissenschaftler für das Gebiet, darunter Thomas Steitz und Venkatraman Ramakrishnan, die 2009 ebenfalls mit dem Chemie-Nobelpreis ausgezeichnet wurden.
Zu Beginn der 1990er-Jahre waren die Kristalle gut genug, um in der Röntgenstrukturanalyse die Position einzelner Atome aufzulösen. Allerdings stellte sich immer noch das Phasenproblem. Bei der Streuung des Röntgenlichts entsteht ein Punktemuster und zu jedem einzelnen Punkt muss noch der Phasenwinkel bestimmt werden, im Prinzip ein mathematisches Problem. Ein häufig verwendeter Trick ist, in den Kristall ein Element mit hohem Atomgewicht, etwa Iod, einzubauen und dann die Aufnahme zu wiederholen. Aus dem Vergleich der Punktemuster mit und ohne schwere Atome kann der Phasenwinkel bestimmt werden. Ribosomen sind jedoch so groß, dass sie zu viele schwere Atome binden. Dieses Problem wurde schließlich von Steitz gelöst. So kam es, dass Steitz 1998 die erste Kristallstruktur der großen Untereinheit eines Ribosoms veröffentlichte, die allerdings noch nicht einzelne Atome sichtbar machte.
Beinahe gleichzeitig mit Steitz, der die große Untereinheit bearbeitet hatte, veröffentlichten Ramakrishnan und Yonath die Struktur der kleinen Untereinheit vom Thermus thermophilus. So wurde es möglich, die Funktion des Ribosoms auf atomarer Ebene zu verstehen. Ada Yonath beschäftigte sich in der Folge damit, wie verschiedene Antibiotika an die Ribosomen von Bakterien binden und sie so blockieren. Diese Arbeiten sind zum Ausgangspunkt für die Entwicklung neuer Antibiotika geworden.

## Ehrungen
Ada Yonath ist seit dem Jahr 2000 Mitglied der Israel Academy of Sciences and Humanities und seit 2003 Mitglied der US-amerikanischen National Academy of Sciences, ferner der American Academy of Arts and Sciences und der International Academy of Astronautics. Zudem wurde sie 2005 als auswärtiges Ehrenmitglied in die American Academy of Arts and Sciences gewählt.
Für ihre Arbeiten auf dem Gebiet der Ribosomenforschung wurden ihr u. a. 2002 der Israel-Preis sowie – gemeinsam mit Harry Noller – 2004 der Massry-Preis und die Paul-Karrer-Medaille sowie 2007 der Paul-Ehrlich-und-Ludwig-Darmstaedter-Preis verliehen. Ferner erhielt sie den Louisa Gross Horwitz-Preis (2005), den Wolf-Preis (2007), den Albert Einstein World Award of Science (2008) und – für ihr Lebenswerk – den UNESCO-L'Oréal-Preis für Frauen in der Wissenschaft (2008).
2009 wurde ihr der Nobelpreis für Chemie für ihre Zellforschungen hinsichtlich der Struktur und Funktion von Ribosomen verliehen. 2010 wurde Ada Yonath mit der Wilhelm-Exner-Medaille ausgezeichnet.
2012 wurde ihr vom Fachbereich Chemie der Universität Hamburg die Ehrendoktorwürde verliehen, 2014 wurde ihr von der Technischen Universität Berlin die Ehrendoktorwürde verliehen. Sie erhielt von zahlreichen weiteren Universitäten den Ehrendoktortitel.
Im Jahr 2013 wurde Ada Yonath zum Mitglied der Deutschen Akademie der Naturforscher Leopoldina gewählt. 2014 wurde sie zudem in die Päpstliche Akademie der Wissenschaften berufen und 2020 als auswärtiges Mitglied in die Royal Society gewählt.

## Belege
1. ↑  Informationen der Nobelstiftung zur Preisverleihung 2009 an Ada E. Yonath, Venkatraman Ramakrishnan und Thomas A. Steitz (englisch).
2. ↑  Einat Torres: Neues Gymnasium, Schule der Promis, feiert 75-jähriges Bestehen, 29. August 2011 (Artikel in hebräischer Sprache auf der Website von Makor Rishon)
3. ↑  K. Appelt, J. Dijk, R. Reinhardt, S. Sanhuesa, S.W. White, K.S. Wilson, A. Yonath (1981): The crystallization of ribosomal proteins from the 50 S subunit of the Escherichia coli and Bacillus stearothermophilus ribosome. In: J. Biol. Chem. 256(22):11787-11790. PMID 7028741
4. ↑  N. Ban, B. Freeborn, P. Nissen, P. Penczek, R.A. Grassucci, R. Sweet, J. Frank, P.B. Moore, T.A. Steitz (1998): A 9 Å resolution X-ray crystallographic map of the large ribosomal subunit. In: Cell. 93(7):1105-1115. PMID 9657144
5. ↑  A. Tocilj, F. Schlünzen, D. Janell, M. Glühmann, H.A. Hansen, J. Harms, A. Bashan, H. Bartels, I. Agmon, F. Franceschi, A. Yonath (1999): The small ribosomal subunit from Thermus thermophilus at 4.5 A resolution: pattern fittings and the identification of a functional site. In: Proc. Natl. Acad. Sci. U.S.A. 96(25):14252-14257. PMID 10588692
6. ↑  B.T. Wimberly, D.E. Brodersen, W.M. Clemons Jr, R.J. Morgan-Warren, A.P. Carter, C. Vonrhein, T. Hartsch, V. Ramakrishnan (2000): Structure of the 30S ribosomal subunit. In: Nature. 407(6802):327-339. PMID 11014182
7. ↑  Trägerinnen des L'Oréal-UNESCO-Preises.
8. ↑  Wilhelm-Exner-Medaille: All medalists since 1921. Auf: wilhelmexner.org, zuletzt abgerufen am 11. Mai 2022.
9. ↑  Verleihung der Ehrendoktorwürde an Frau Prof. Ada E. Yonath. Auf: chemie.uni-hamburg.de, zuletzt abgerufen am 11. Mai 2022.
10. ↑  TU Berlin zeichnet Nobelpreisträgerin Ada E. Yonath mit Ehrendoktorwürde aus. Auf: idw-online.de vom 3. Februar 2014.
11. ↑  Mitgliedseintrag von Prof. Dr. Ada Yonath (mit Bild und CV) bei der Deutschen Akademie der Naturforscher Leopoldina, abgerufen am 11. Mai 2022.
12. ↑  The Pontifical Academy of Sciences: Ada E. Yonath. Zuletzt abgerufen am 11. Mai 2022.

| Personendaten    | Personendaten                               |
| ---------------- | ------------------------------------------- |
| NAME             | Yonath, Ada                                 |
| ALTERNATIVNAMEN  | Yonath, Ada E.; Lifshitz, Ada (Geburtsname) |
| KURZBESCHREIBUNG | israelische Chemikerin und Strukturbiologin |
| GEBURTSDATUM     | 22. Juni 1939                               |
| GEBURTSORT       | Jerusalem                                   |